# Koji Miyata
Koji Miyata (宮田 孝治, Miyata Koji, 15 januari 1923) is een Japans voormalig voetballer die als middenvelder speelde.

## Japans voetbalelftal
Koji Miyata maakte op 7 maart 1951 zijn debuut in het Japans voetbalelftal tijdens een Aziatische Spelen 1951 tegen Iran. Koji Miyata debuteerde in 1951 in het Japans nationaal elftal en speelde 6 interlands.

## Statistieken
| Japans voetbalelftal | Japans voetbalelftal | Japans voetbalelftal |
| Jaar                 | Wed.                 | Dlp.                 |
| -------------------- | -------------------- | -------------------- |
| 1951                 | 3                    | 0                    |
| 1952                 | 0                    | 0                    |
| 1953                 | 0                    | 0                    |
| 1954                 | 3                    | 0                    |
| Totaal               | 6                    | 0                    |